# Krzyżownicowate

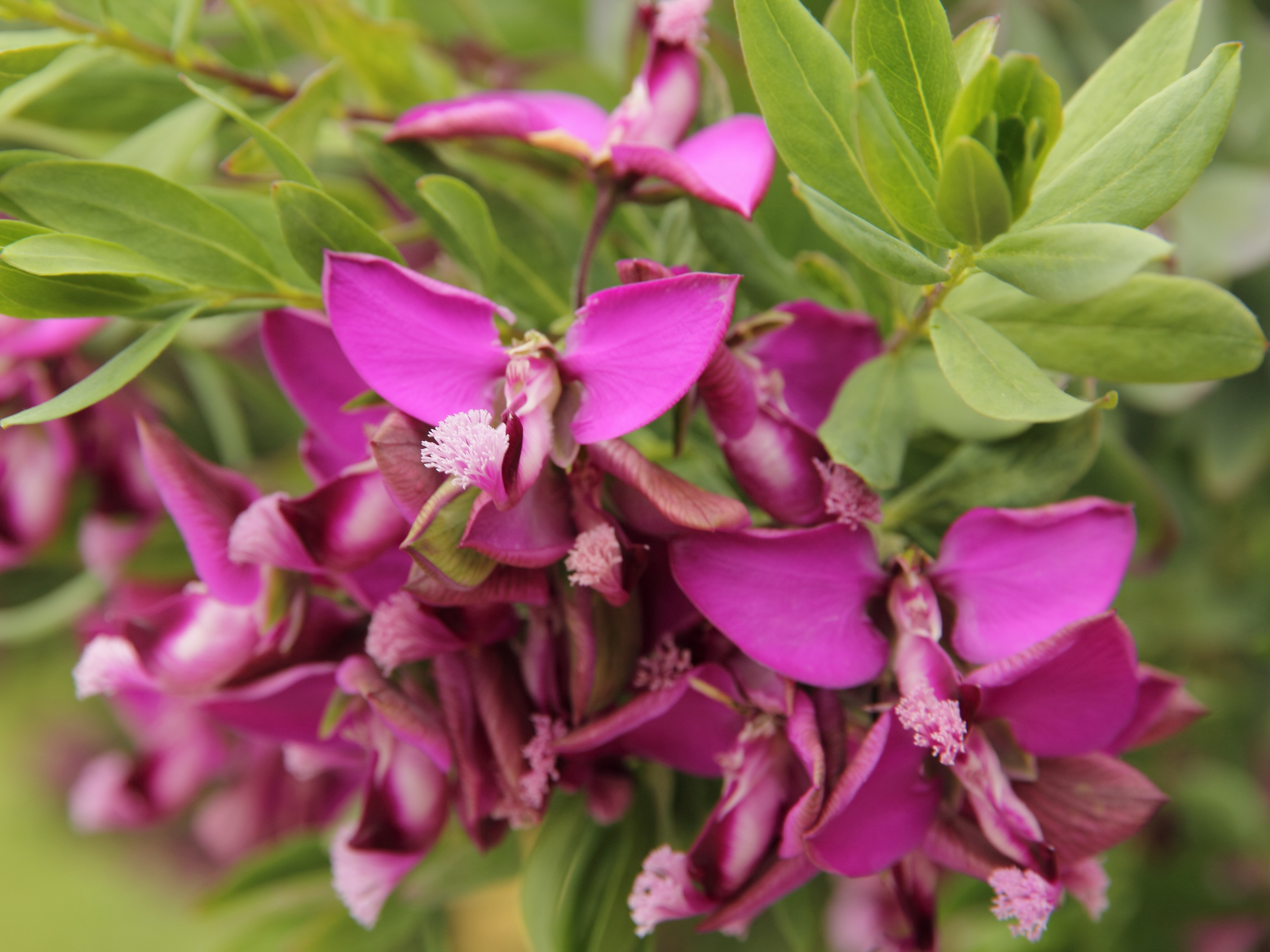
Polygala myrtifolia

Krzyżownicowate (Polygalaceae R. Br. in Flinders) – rodzina roślin należąca do rzędu bobowców. Obejmuje ok. 26 rodzajów z 900 gatunkami. Rośliny tu należące są szeroko rozprzestrzenione na świecie i spotykane wszędzie poza okolicami okołobiegunowymi, rozległymi pustyniami i wysokimi górami. Do polskiej flory należy 5 gatunków z rodzaju krzyżownica Polygala. 
Znaczenie użytkowe tych roślin jest ograniczone i sprowadza się do lokalnego stosowania ich w ziołolecznictwie i jako rośliny jadalne (np. spożywane są nasiona Securidaca longipedunculata i Polygala butyracea). Rośliny z rodzaju Xanthophyllum dostarczają cenionego drewna.

## Morfologia

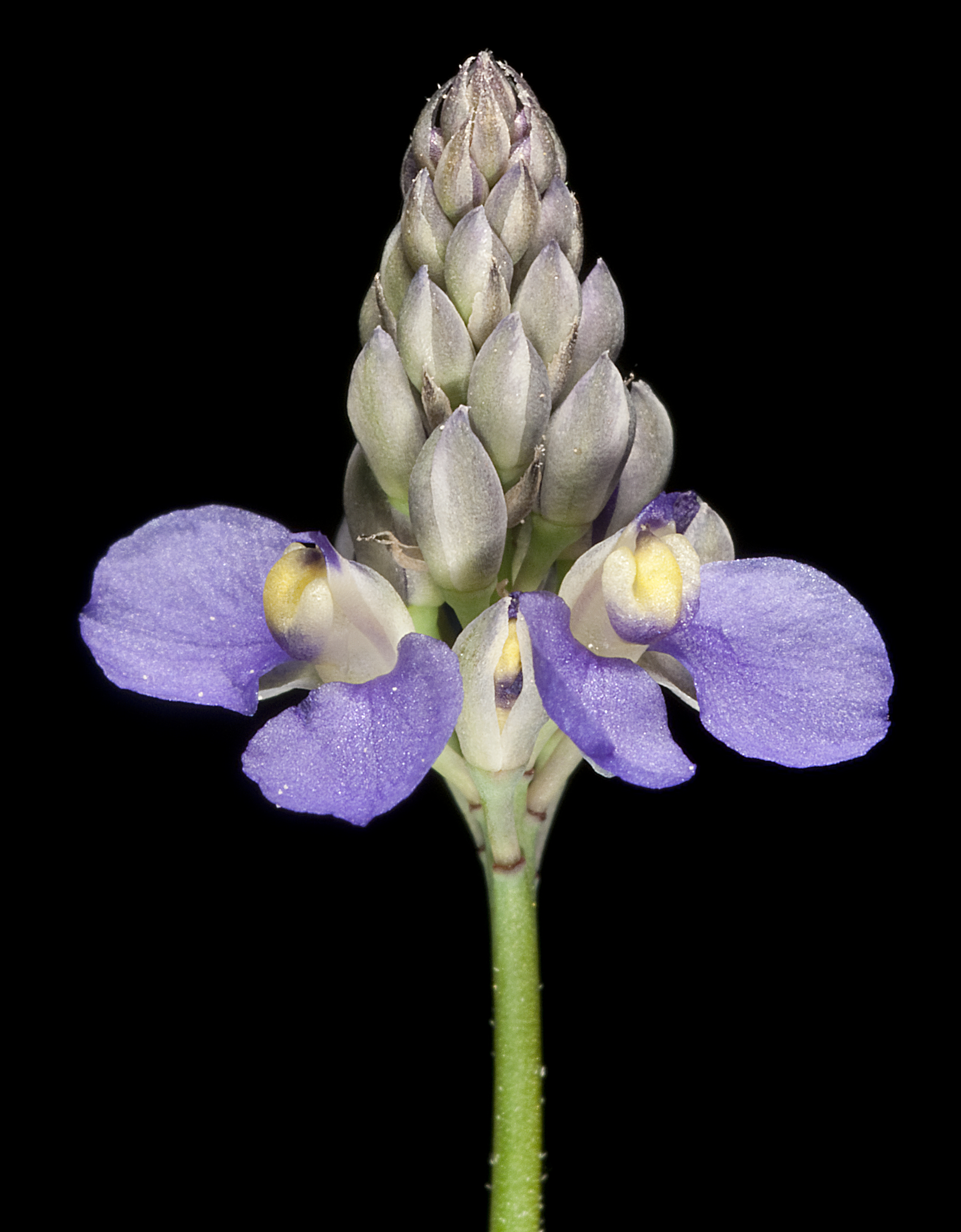
Comesperma calymega

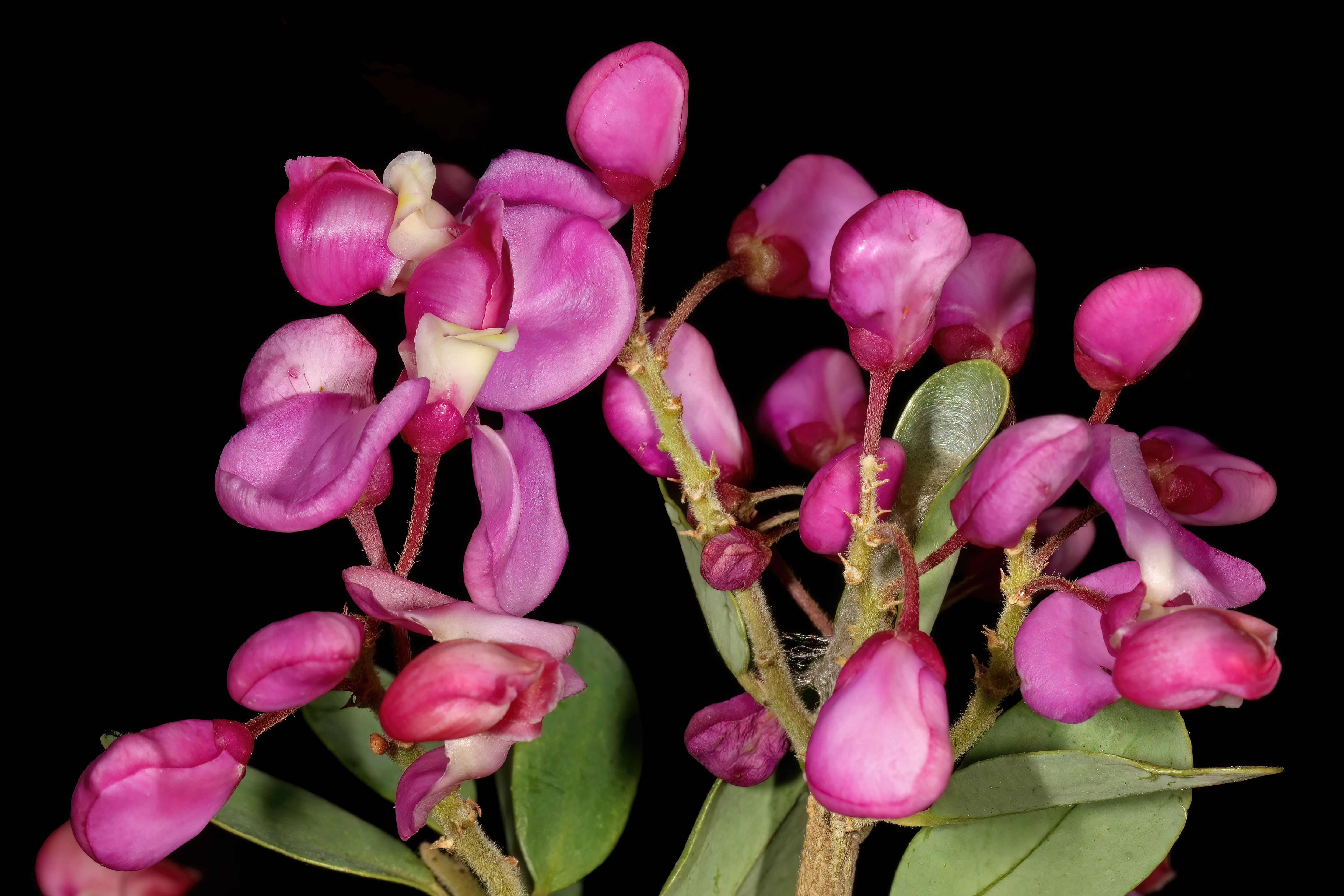
Securidaca longepedunculata

PokrójRośliny zielne (roczne i wieloletnie, w tym też bezzieleniowe w przypadku Epirixanthes), krzewy, pnącza i drzewa (w przypadku rodzaju Xanthophyllum sięgające 50 m wysokości). Łodygi zwykle zaokrąglone, ale czasem też kanciaste lub oskrzydlone. Pędy bez cierni lub z cierniami na szczytach pędów.
LiścieSkrętoległe, naprzeciwległe lub okółkowe, ogonkowe lub siedzące, zawsze pojedyncze i całobrzegie o użyłkowaniu pierzastym, czasem zredukowane do łusek (Epirixanthes). Przylistków zwykle brak, a jeśli obecne to w postaci łusek lub cierni.
KwiatyRzadko pojedyncze, zwykle zebrane w grona i wiechy, wyrastające szczytowo na pędach i w kątach liści. Kwiaty są siedzące lub szypułkowe, zwykle wsparte przysadką, obupłciowe i grzbieciste. Działki kielicha w liczbie 5 są wolne albo mniej lub bardziej zrośnięte. Trzy działki są mniejsze, a dwie tworzą okazałe i barwne tzw. skrzydełka. Płatki korony w liczbie trzech lub pięciu są wolne lub częściowo zrośnięte. Dolny jest łódeczkowaty, całobrzegi lub trójłatkowy, często z grzebieniastymi, blaszkowatymi lub frędzlowatymi przydatkami. Pręcików jest od 5 do 8, wolnych lub w różnym stopniu zrośniętych. Pylniki otwierają się najczęściej pojedynczym, szczytowym otworem. Miodnik, jeśli jest obecny, ma postać pierścienia lub gruczołu. Zalążnia jest górna, jedno- lub dwukomorowa, powstaje z 2–8 owocolistków. Szyjka słupka jest pojedyncza, prosta lub zagięta, na szczycie z pojedynczym lub podwójnym, główkowatym znamieniem.
OwoceTorebki otwierające się klapkami, skrzydlaki i mięsiste pestkowce.

## Systematyka

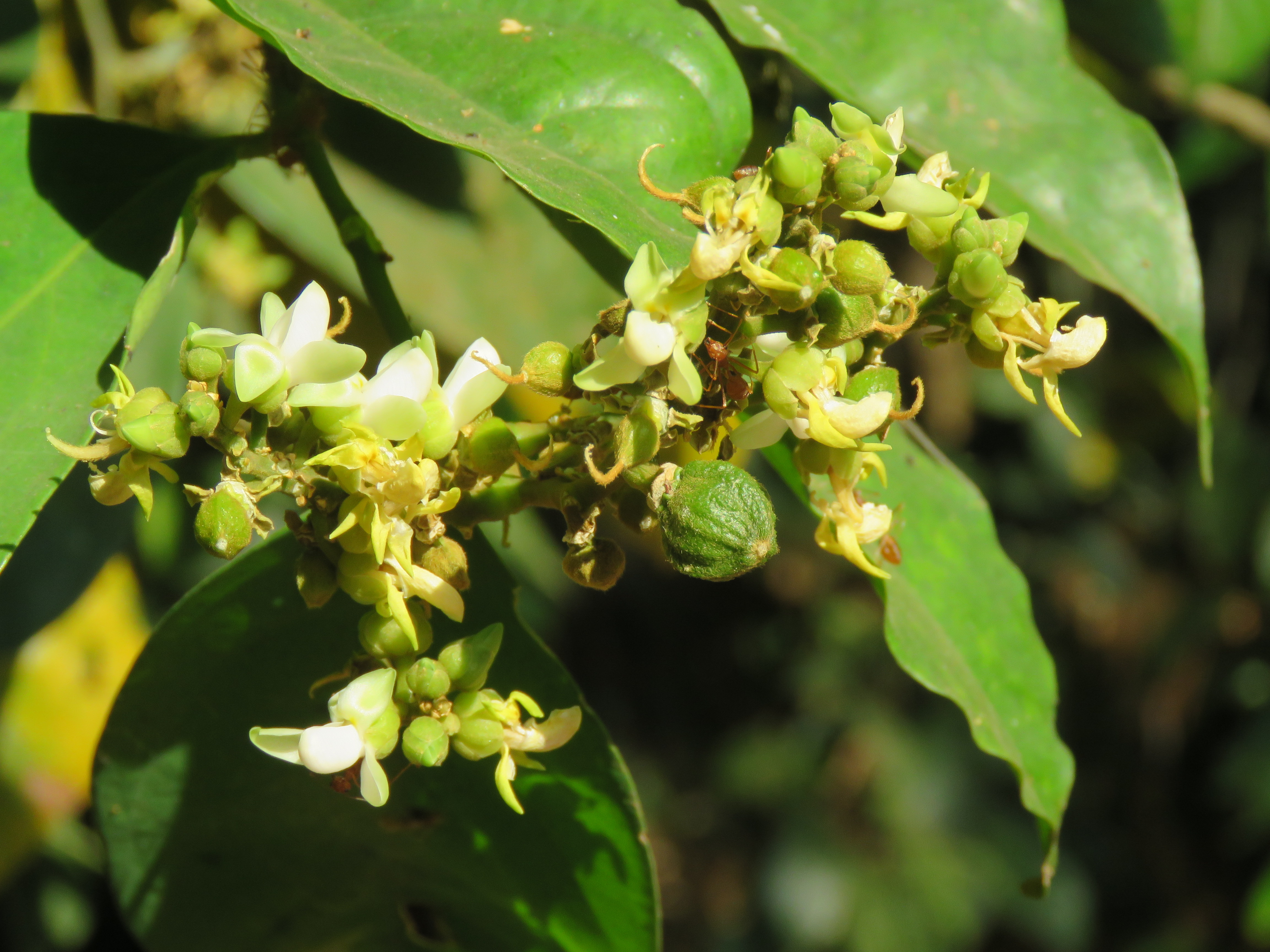
Xanthophyllum arnottianum

Pozycja rodziny według APweb (aktualizowany system APG IV z 2016)
|  | bobowate Fabaceae                                                                        |
|  |                                                                                          |
|  | \| \| krzyżownicowate Polygalaceae \| \| \| \| \| \| zabłędowate Surianaceae \| \| \| \| |
|  |                                                                                          |
|  | krzyżownicowate Polygalaceae                                                             |
|  |                                                                                          |
|  | zabłędowate Surianaceae                                                                  |
|  |                                                                                          |

|  | krzyżownicowate Polygalaceae |
|  |                              |
|  | zabłędowate Surianaceae      |
|  |                              |

|  | bobowate Fabaceae                                                                        |
|  |                                                                                          |
|  | \| \| krzyżownicowate Polygalaceae \| \| \| \| \| \| zabłędowate Surianaceae \| \| \| \| |
|  |                                                                                          |
|  | krzyżownicowate Polygalaceae                                                             |
|  |                                                                                          |
|  | zabłędowate Surianaceae                                                                  |
|  |                                                                                          |

|  | krzyżownicowate Polygalaceae |
|  |                              |
|  | zabłędowate Surianaceae      |
|  |                              |

Podział rodziny
|  | Xanthophylleae                                                                          |
|  |                                                                                         |
|  | \| \| Polygaleae \| \| \| \| \| \| Carpolobieae \| \| \| \| \| \| Moutabeae \| \| \| \| |
|  |                                                                                         |
|  | Polygaleae                                                                              |
|  |                                                                                         |
|  | Carpolobieae                                                                            |
|  |                                                                                         |
|  | Moutabeae                                                                               |
|  |                                                                                         |

|  | Polygaleae   |
|  |              |
|  | Carpolobieae |
|  |              |
|  | Moutabeae    |
|  |              |

- Xanthophylleae Chodat (= Xanthophyllaceae Reveal & Hoogland)
  - Xanthophyllum Roxb. – 95 gatunków występujących w Azji południowo-wschodniej

- Polygaleae Chodat – 11–13 rodzajów z 830 gatunkami (dane liczbowe zmienne ze względu na niejasne podziały zarówno na szczeblu gatunków, jak i rodzajów) występujące na całym świecie (z wyjątkiem Nowej Zelandii i Antarktydy).
  - Badiera DC.
  - Bredemeyera Willd.
  - Comesperma Labill.
  - Epirixanthes Blume
  - Monnina Ruiz & Pav.
  - Muraltia DC.
  - Nylandtia Dumort.
  - Phlebotaenia Griseb.
  - Polygala L. – krzyżownica
  - Salomonia Lour.
  - Securidaca L.

- Carpolobieae Eriksen – dwa rodzaje z 6 gatunkami występującymi w tropikalnej Afryce:
  - Atroxima Stapf
  - Carpolobia G.Don

- Moutabeae Chodat – rośliny z tropikalnej Ameryki oraz wysp Oceanii i Nowej Gwinei:
  - Balgoya Morat & Meijden
  - Barnhartia Gleason
  - Eriandra P.Royen & Steenis
  - Moutabea Aubl.
  - Diclidanthera Mart.

Pozycja rodziny w systemie Reveala (1994–1999)
Gromada okrytonasienne (Magnoliophyta Cronquist), podgromada Magnoliophytina Frohne & U. Jensen ex Reveal), klasa Rosopsida Batsch, podklasa różowe (Rosidae Takht.), nadrząd Geranianae Thorne ex Reveal, rząd krzyżownicowce (Polygalales Dumort.), podrząd Polygalineae Bessey in C.K. Adams, rodzina krzyżownicowate (Polygalaceae R. Br. in Flinders).
W ujęciu Reveala rodzaj Xanthophyllum wyłączany jest do odrębnej rodziny Xanthophyllaceae Reveal & Hoogland.